# 四棘新亮麗鯛
四棘新亮麗鯛，為輻鰭魚綱鱸形目隆頭魚亞目慈鯛科的其中一種，分布於非洲坦干伊喀湖流域，體長可達20公分，棲息在沙底質水域，屬肉食性，以昆蟲幼蟲、軟體動物、魚類為食，生活習性不明，可作為觀賞魚。